# 远东舰队
远东舰队（英語：或），是英国皇家海军1952年至1971年间的海军编制，由東印度艦隊更名而来。1971年，远东舰队被撤销，而属于远东舰队管辖的军舰也全部被调回英国。二次大戰期間，遠東艦隊曾下轄荷蘭、澳大利亞、紐西蘭和美國等多國海軍的船艦與人員。1944年11月22日，東方艦隊更名為東印度艦隊（East Indies fleet）並持續以亭可馬里為基地。此外，東印度艦隊旗下船隻亦編入了英國太平洋艦隊。1945年12月，英國太平洋艦隊解編，旗下船艦則由東印度艦隊吸收。隨後於1952年，東印度艦隊再次更名為遠東艦隊。東印度艦隊在二戰後到1958年間，恢復由東印度艦隊司令指揮，而非遠東艦隊司令。1971年遠東艦隊取消編制，餘下船艦調回母國水域，由新設立的艦隊總司令統一指揮。